# Teankum (imię)

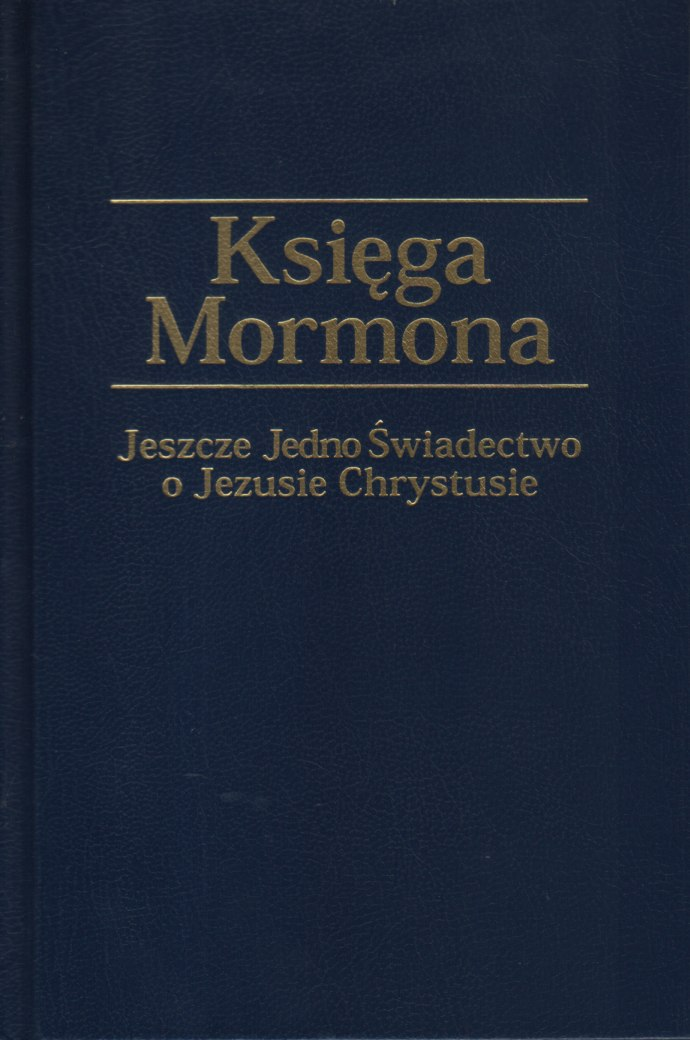
Księga Mormona, jedno z mormońskich pism świętych i jednocześnie tekst, z którego pochodzi imię Teankum

Teankum (deseret 𐐓𐐀𐐈𐐤𐐗𐐊𐐣) – imię męskie występujące w wyznaniach należących do ruchu świętych w dniach ostatnich (mormonów).

## Pochodzenie
Pochodzi z Księgi Mormona, jednego z pism świętych przynależnych do kanonu tej tradycji religijnej. Nosił je w tym tekście neficki wojskowy mający żyć w I wieku p.n.e. Można w niej również odnaleźć nefickie miasto o identycznie brzmiącej nazwie.

## Perspektywa historyczna
Pojawia się w źródłach historycznych już w początkach mormonizmu. Nosiło je kilka postaci z wczesnej historii Kościoła Jezusa Chrystusa Świętych w Dniach Ostatnich. Wymienia się tutaj Teancuma Pratta, jednego z synów Parleya P. Pratta oraz Sary Huston, czy Teancuma Williama Hewarda, mormońskiego misjonarza służącego na misji w Georgii między 1879 a 1881. W źródłach pojawia się również niejaki Teancum Taylor, mormoński pionier wzmiankowany w 1877. W przypadku Hewarda wybór imienia był najwyraźniej powiązany z prześladowaniami, których doświadczali święci w dniach ostatnich.

## Występowanie i popularność
Wśród świętych w dniach ostatnich jest popularnym i dość chętnie wybieranym imieniem. Często spotyka się je w zdominowanym przez mormonów stanie Utah. Jako imię specyficznie mormońskie znalazło odbicie w kulturze Kościoła, z którego wierzeń wyrosło. Artykuł na łamach pisma „Friend” z maja 1994 wskazuje choćby, że imię zaczerpnięte z Księgi Mormona może być powodem do dumy oraz wywierać pozytywny wpływ na życie duchowe noszącego je człowieka. Podobną tematykę porusza numer tego samego pisma z lutego 1995.
Pojawiło się w badaniach nad imionami świętych w dniach ostatnich w kontekście pozaamerykańskim przynajmniej raz, w rodzinie wiernych pochodzących z Filipin. Wspomina się je jednocześnie w kontekście typowej dla świętych w dniach ostatnich tendencji do nadawania dzieciom nietypowych imion.